# ريدة (إب)
ريده هي إحدى قرى الجمهورية اليمنية. تتبع جغرافيا لمحافظة إب وإداريًا لمديرية ذي السفال. يبلغ تعداد سكانها 1607 نسمة حسب الإحصاء الذي أجري عام 2004.